# Duncan Renaldo
Duncan Renaldo, właśc. Renault Renaldo Duncan (ur. 23 kwietnia 1904 w Oancea, zm. 3 września 1980 w Golecie) – amerykańsko-rumuński aktor, scenarzysta i producent filmowy. Posiada swoją gwiazdę na Hollywoodzkiej Alei Gwiazd.

## Życiorys
Renaldo powiedział w wywiadach, że tak naprawdę nie wiedział, gdzie się urodził. Prokuratura w jego sprawie imigracyjnej uwzględniła kopię aktu urodzenia przekazanego przez rumuńskiego konsula, stwierdzającą, że urodził się w Oancea w Rumunii jako Vasile Dumitru Cugheanos, naturalny syn Teodory i Dumitru. Renaldo twierdził w swojej obronie, że urodził się w Camden w New Jersey, a dopiero później wychował się w Rumunii jako Basil Couyanos przez ludzi, których czasami nazywał „matką” i „ojcem”, ale innym razem ich chrześcijańskimi imionami, Theodora i Demetri.
Renaldo twierdził, że nigdy nie znał swoich biologicznych rodziców i wychował się w kilku krajach europejskich. W latach dwudziestych wyemigrował do Ameryki. Pracował jako stoker na brazylijskim statku w 1922, kiedy statek, na którym pracował spalił się w doku w Baltimore w Maryland.
W 1926 wyjechał do Hollywood, a w 1928 podpisał kontrakt z Metro-Goldwyn-Mayer (MGM), gdzie wystąpił w kilku filmach, w tym Clothes Make the Woman (1928), Mosty San Luis Rey (The Bridge of San Luis Rey, 1929) jako Esteban i Trader Horn (1931) jako Peru. W styczniu 1933 Renaldo został skazany na dwa lata więzienia federalnego i ukarany grzywną 2000 dolarów za fałszywe podanie obywatelstwa amerykańskiego, fałszowanie paszportu i krzywoprzysięstwo, ale ostatecznie został ułaskawiony przez prezydenta Franklina D. Roosevelta i powrócił do aktorstwa. Wkrótce zagrał w westernach, m.in. w Down Mexico Way (1941) jako Juan i The Gay Amigo (1949) jako Cisco Kid, a także został obsadzony w głównej roli fałszywego hiszpańskiego hrabiego Ribalto w melodramacie Mile a Minute Love (1937). Od 5 września 1950 do 22 marca 1956 występował w 159 odcinkach serialu westernie The Cisco Kid jako tytułowy bandyta na Dzikim Zachodzie. Napisał scenariusz do kilku filmów, w tym Don Ricardo Returns (1946) i The Lady and the Bandit (1951). Był producentem The Valiant Hombre (1948) i The Daring Caballero (1949). W telewizyjnym filmie przygodowym Jungle Gold (1966) pojawił się jako Juan Delgado.
Zmarł 3 września 1980 w Golecie w Kalifornii na raka płuc w wieku 76 lat.